# عثمان أمودو
عثمان أمودو (بالإنجليزية: Usman Amodu)‏ (16 ديسمبر 1990 بنيجيريا - ) هو لاعب كرة قدم نيجيري في مركز الدفاع. شارك مع منتخب نيجيريا تحت 17 سنة لكرة القدم ومنتخب نيجيريا تحت 23 سنة لكرة القدم. أما مع النوادي، فقد لعب مع كادونا يونايتد وكوارا يونايتد ونادي الهلال ونادي إنييمبا إنترناشونال وAbuja F.C. ‏ وLlaneros F.C. ‏.

## روابط خارجية
- عثمان أمودو على موقع قاعدة بيانات كرة القدم.إي يو (الإنجليزية)
- عثمان أمودو على موقع Soccerway.com (الإنجليزية)